# Mourvilles-Hautes
Pour les articles homonymes, voir Mourvilles.
Mourvilles-Hautes est une commune française située dans l'est du département de la Haute-Garonne, en région Occitanie.
Sur le plan historique et culturel, la commune est dans le Lauragais, l'ancien « Pays de Cocagne », lié à la fois à la culture du pastel et à l’abondance des productions, et de « grenier à blé du Languedoc ». Exposée à un climat océanique altéré, elle est drainée par le ruisseau de Favayrol et par divers autres petits cours d'eau. La commune possède un patrimoine naturel remarquable composé de trois zones naturelles d'intérêt écologique, faunistique et floristique.
Mourvilles-Hautes est une commune rurale qui compte 170 habitants en 2022, après avoir connu un pic de population de 396 habitants en 1851. Elle fait partie de l'aire d'attraction de Toulouse. Ses habitants sont appelés les Mourvillois et Mourvilloises.
Le patrimoine architectural de la commune comprend deux immeubles protégés au titre des monuments historiques : l'église Sainte-Madeleine, inscrite en 1970, et le moulin, inscrit en 1988 puis classé en 1991.

## Géographie

### Localisation
La commune de Mourvilles-Hautes se trouve dans le département de la Haute-Garonne, en région Occitanie.
Elle se situe à 36 km à vol d'oiseau de Toulouse, préfecture du département, et à 16 km de Revel, bureau centralisateur du canton de Revel dont dépend la commune depuis 2015 pour les élections départementales.
La commune fait en outre partie du bassin de vie de Villefranche-de-Lauragais.
Les communes les plus proches sont : 
Bélesta-en-Lauragais (1,7 km), Rieumajou (2,5 km), Lux (3,0 km), Folcarde (3,1 km), Juzes (3,3 km), Vaux (3,7 km), Les Cassés (4,1 km), Montmaur (4,2 km).
Sur le plan historique et culturel, Mourvilles-Hautes fait partie du Lauragais, occupant une vaste zone, autour de l’axe central que constitue le canal du Midi, entre les agglomérations de Toulouse au nord-ouest et Carcassonne au sud-est et celles de Castres au nord-est et Pamiers au sud-ouest. C'est l'ancien « Pays de Cocagne », lié à la fois à la culture du pastel et à l’abondance des productions, et de « grenier à blé du Languedoc ».
Les communes limitrophes sont  Bélesta-en-Lauragais, Juzes, Les Cassés, Lux, Montmaur et Rieumajou.
| Juzes | Bélesta-en-Lauragais |                   |
| Lux   | Mourvilles-Hautes    | Les Cassés (Aude) |
|       | Rieumajou            | Montmaur (Aude)   |

### Géologie et relief
La superficie de la commune de Mourvilles-Hautes est de 659 hectares. Son altitude varie de 223  à   311 mètres.

### Hydrographie

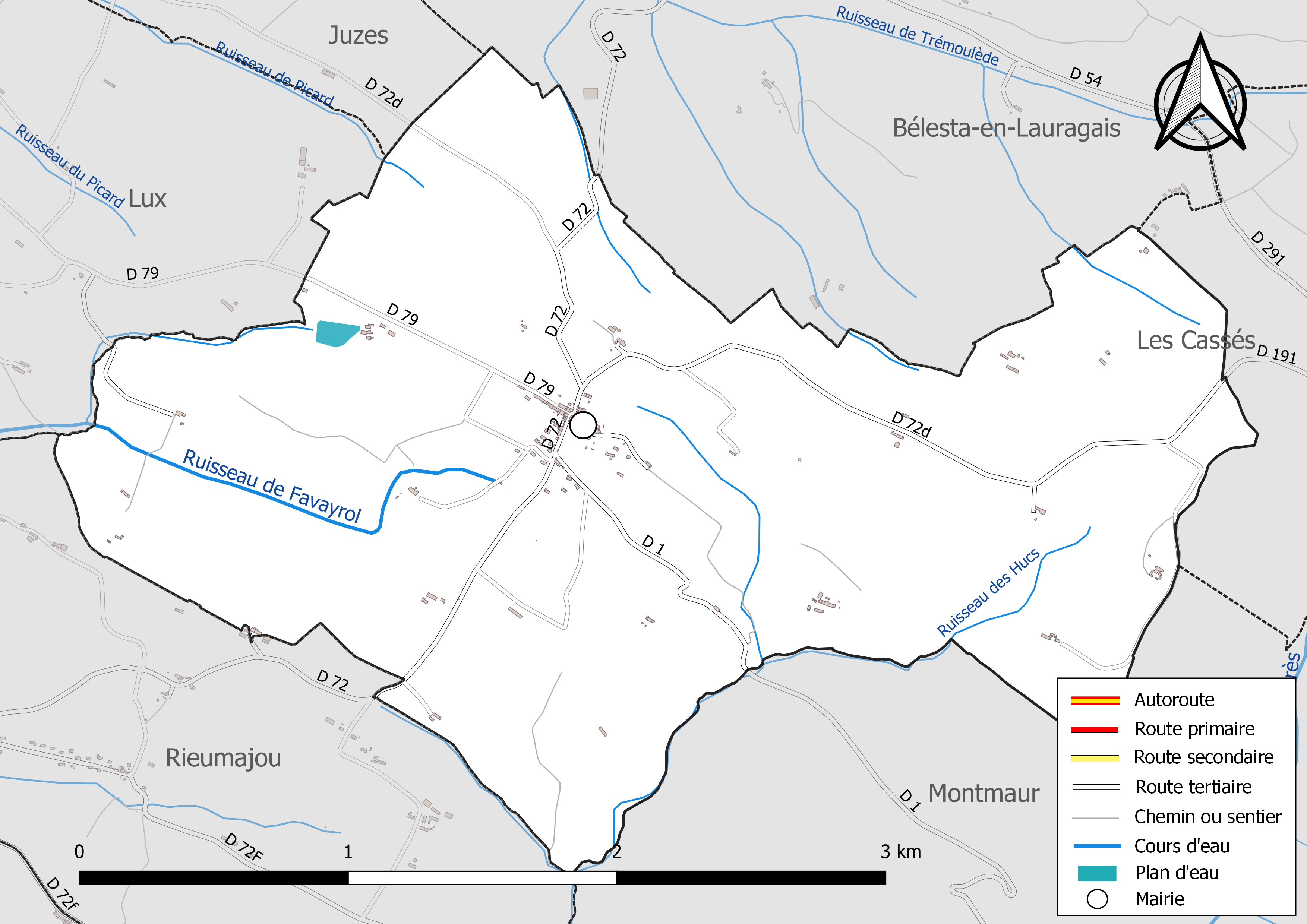
Réseaux hydrographique et routier de Mourvilles-Hautes.

La commune est dans le bassin de la Garonne, au sein du bassin hydrographique Adour-Garonne. Elle est drainée par le ruisseau de Favayrol, le ruisseau de Picard, le ruisseau des Hucs et par divers petits cours d'eau, constituant un réseau hydrographique de 7 km de longueur totale,.
Le ruisseau de Favayrol, d'une longueur totale de 10,3 km, prend sa source dans la commune et s'écoule du nord-est au sud-ouest. Il traverse la commune et se jette dans le Marès à Renneville, après avoir traversé 6 communes.

### Climat
Pour des articles plus généraux, voir Climat de l'Occitanie et Climat de la Haute-Garonne.
En 2010, le climat de la commune est de type climat du Bassin du Sud-Ouest, selon une étude s'appuyant sur une série de données couvrant la période 1971-2000. En 2020, Météo-France publie une typologie des climats de la France métropolitaine dans laquelle la commune est exposée à un climat océanique altéré et est dans la région climatique Aquitaine, Gascogne, caractérisée par une pluviométrie abondante au printemps, modérée en automne, un faible ensoleillement au printemps, un été chaud (19,5 °C), des vents faibles, des brouillards fréquents en automne et en hiver et des orages fréquents en été (15 à 20 jours).
Pour la période 1971-2000, la température annuelle moyenne est de 12,8 °C, avec une amplitude thermique annuelle de 15,7 °C. Le cumul annuel moyen de précipitations est de 843 mm, avec 10,7 jours de précipitations en janvier et 5,5 jours en juillet. Pour la période 1991-2020, la température moyenne annuelle observée sur la station météorologique la plus proche, située sur la commune de Saint-Félix-Lauragais à 6 km à vol d'oiseau, est de 13,5 °C et le cumul annuel moyen de précipitations est de 673,9 mm,. Pour l'avenir, les paramètres climatiques de la commune estimés pour 2050 selon différents scénarios d'émission de gaz à effet de serre sont consultables sur un site dédié publié par Météo-France en novembre 2022.

### Milieux naturels et biodiversité

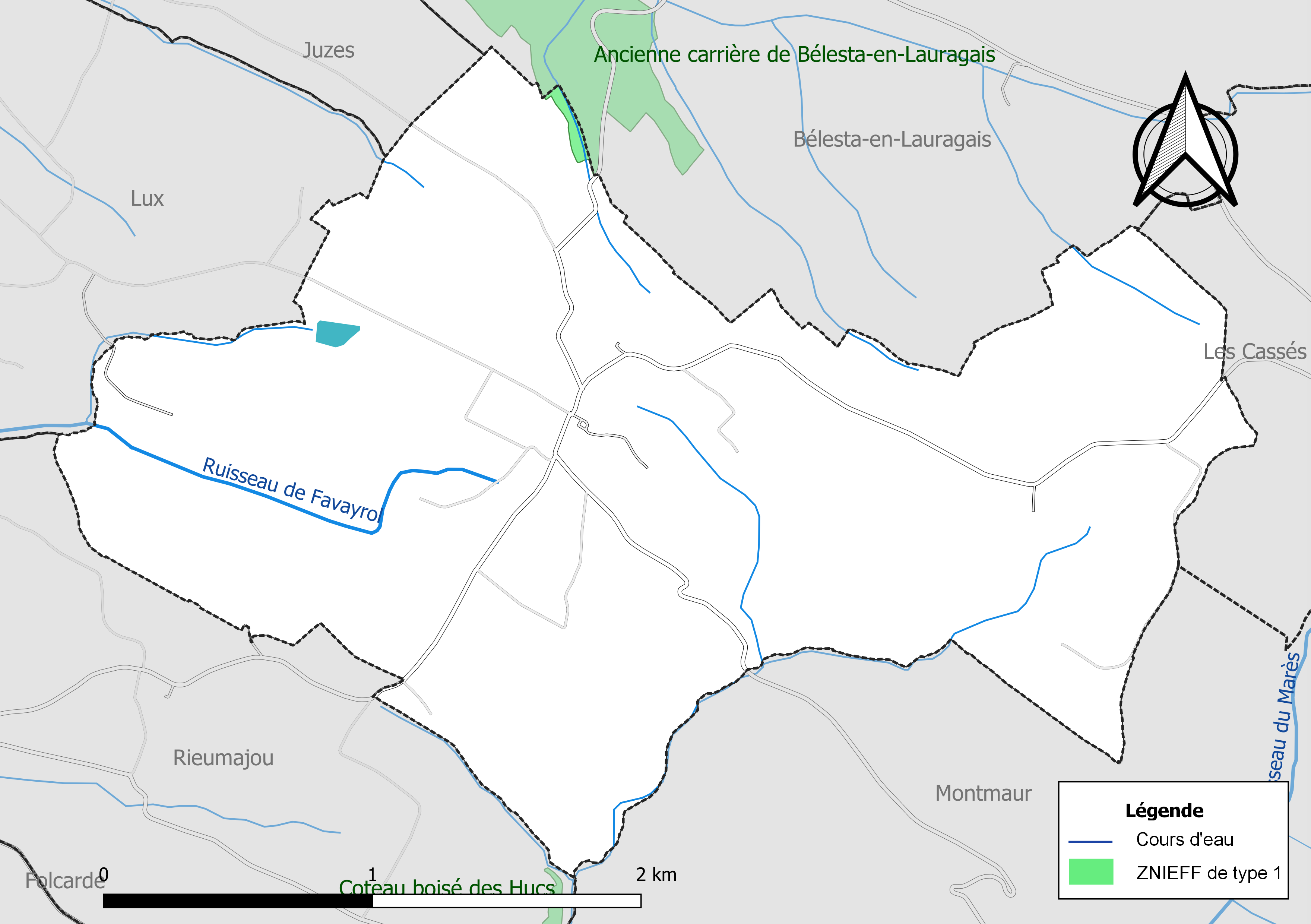
Carte de la ZNIEFF de type 1 localisée sur la commune.

L’inventaire des zones naturelles d'intérêt écologique, faunistique et floristique (ZNIEFF) a pour objectif de réaliser une couverture des zones les plus intéressantes sur le plan écologique, essentiellement dans la perspective d’améliorer la connaissance du patrimoine naturel national et de fournir aux différents décideurs un outil d’aide à la prise en compte de l’environnement dans l’aménagement du territoire.
Une ZNIEFF de type 1 est recensée sur la commune :
l'« ancienne carrière de Bélesta-en-Lauragais » (34 ha), couvrant 2 communes du département et deux ZNIEFF de type 2, : 
- les « coteaux bordant les ruisseaux du Marès et des Hucs » (150 ha), couvrant 5 communes dont une dans l'Aude et quatre dans la Haute-Garonne[18] ;
- les « coteaux le long du Favayrol » (132 ha), couvrant 4 communes du département[19].

## Urbanisme

### Typologie
Au 1er janvier 2024, Mourvilles-Hautes est catégorisée commune rurale à habitat dispersé, selon la nouvelle grille communale de densité à sept niveaux définie par l'Insee en 2022.
Elle est située hors unité urbaine. Par ailleurs la commune fait partie de l'aire d'attraction de Toulouse, dont elle est une commune de la couronne,. Cette aire, qui regroupe 527 communes, est catégorisée dans les aires de 700 000 habitants ou plus (hors Paris),.

### Occupation des sols
L'occupation des sols de la commune, telle qu'elle ressort de la base de données européenne d’occupation biophysique des sols Corine Land Cover (CLC), est marquée par l'importance des territoires agricoles (96,5 % en 2018), une proportion identique à celle de 1990 (96,5 %). La répartition détaillée en 2018 est la suivante : 
terres arables (95,4 %), forêts (3,5 %), zones agricoles hétérogènes (1,1 %). L'évolution de l’occupation des sols de la commune et de ses infrastructures peut être observée sur les différentes représentations cartographiques du territoire : la carte de Cassini (XVIIIe siècle), la carte d'état-major (1820-1866) et les cartes ou photos aériennes de l'IGN pour la période actuelle (1950 à aujourd'hui).

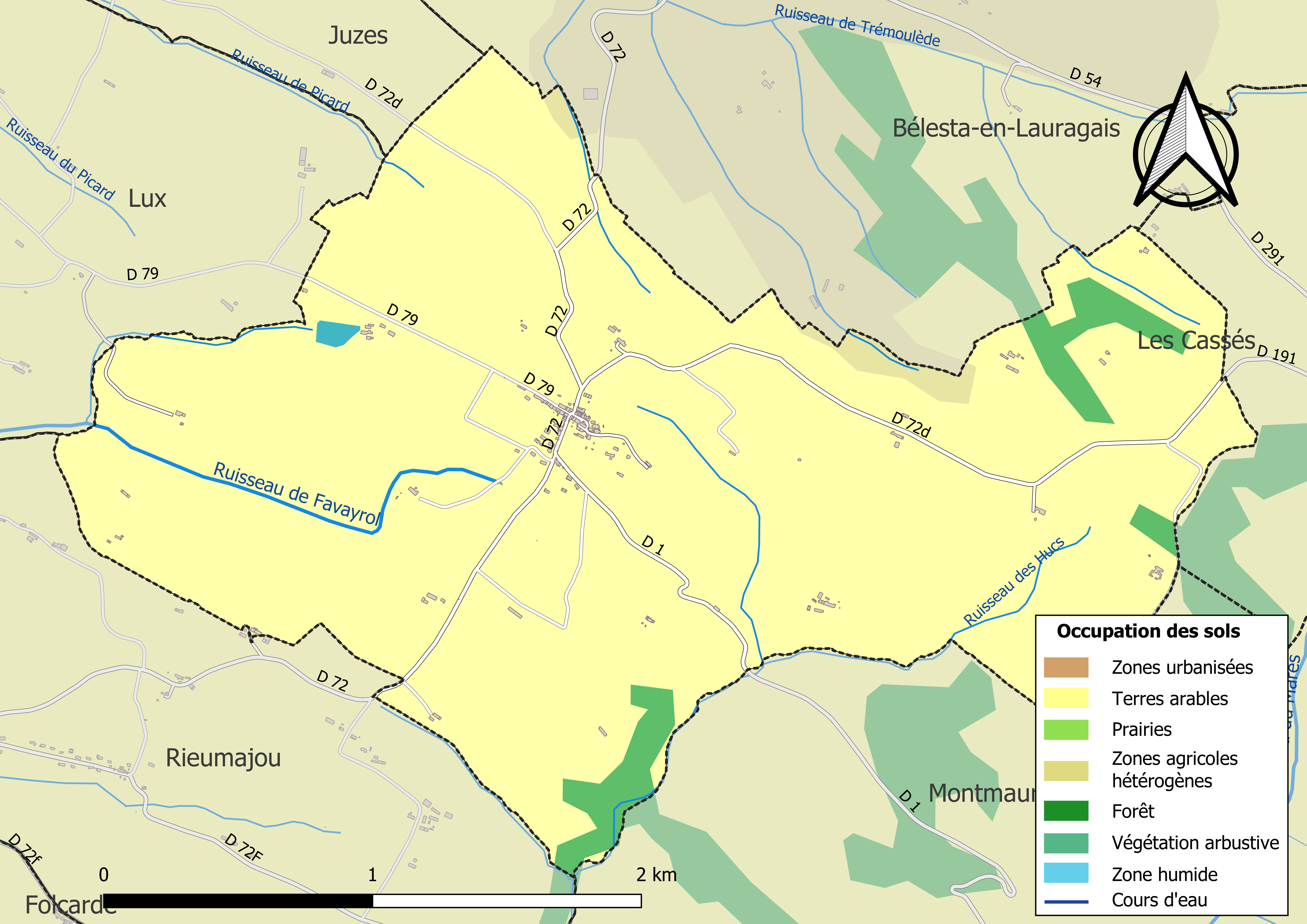
Carte des infrastructures et de l'occupation des sols de la commune en 2018 (CLC).

### Voies de communication et transports
Accès avec les lignes régulières de transport interurbain réseau Arc-en-ciel (anciennement SEMVAT).

### Risques majeurs
Le territoire de la commune de Mourvilles-Hautes est vulnérable à différents aléas naturels : météorologiques (tempête, orage, neige, grand froid, canicule ou sécheresse) et séisme (sismicité très faible). Un site publié par le BRGM permet d'évaluer simplement et rapidement les risques d'un bien localisé soit par son adresse soit par le numéro de sa parcelle.

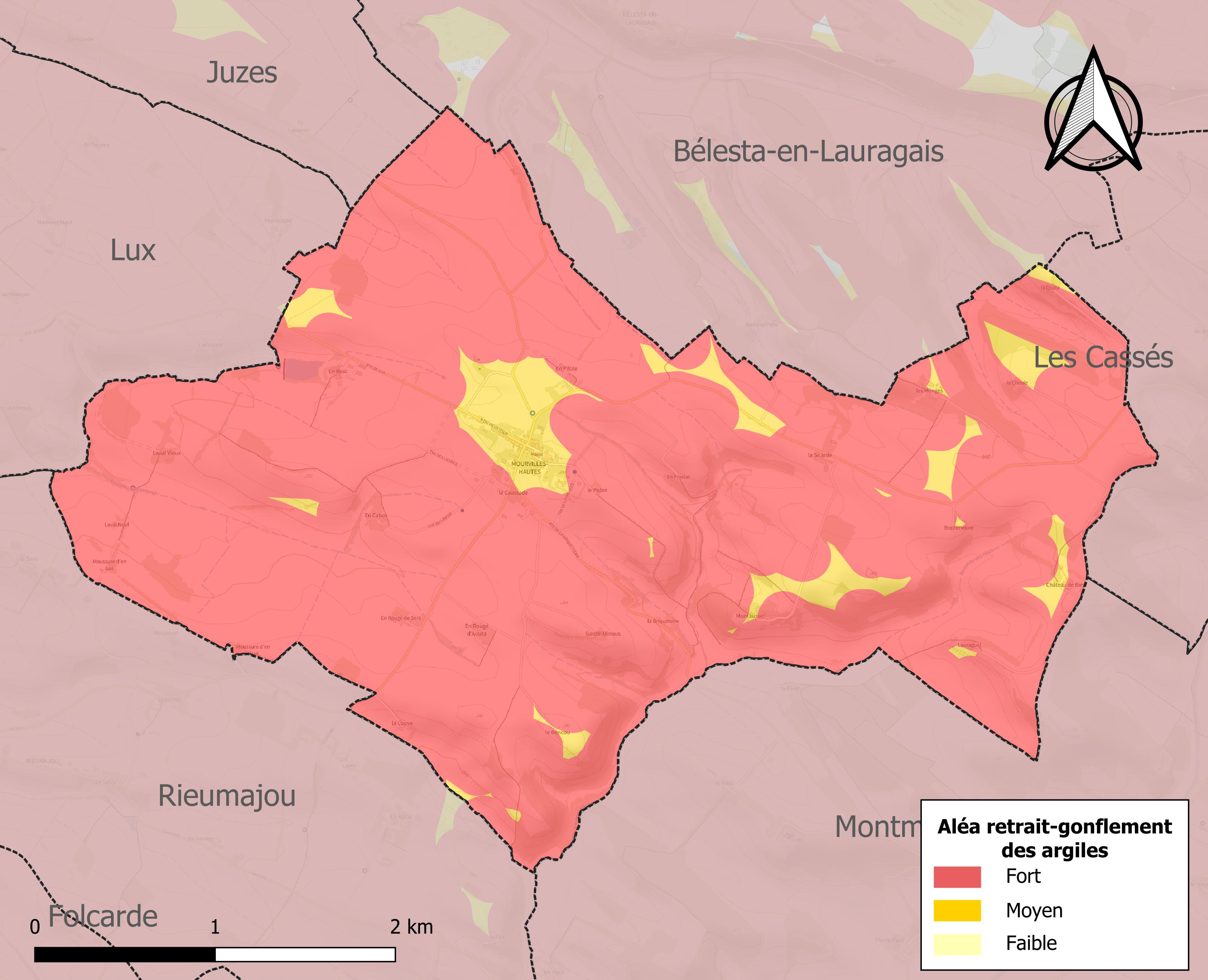
Carte des zones d'aléa retrait-gonflement des sols argileux de Mourvilles-Hautes.

Le retrait-gonflement des sols argileux est susceptible d'engendrer des dommages importants aux bâtiments en cas d’alternance de périodes de sécheresse et de pluie. La totalité de la commune est en aléa moyen ou fort (88,8 % au niveau départemental et 48,5 % au niveau national). Sur les 79 bâtiments dénombrés sur la commune en 2019, 79 sont en aléa moyen ou fort, soit 100 %, à comparer aux 98 % au niveau départemental et 54 % au niveau national. Une cartographie de l'exposition du territoire national au retrait gonflement des sols argileux est disponible sur le site du BRGM,.
Par ailleurs, afin de mieux appréhender le risque d’affaissement de terrain, l'inventaire national des cavités souterraines permet de localiser celles situées sur la commune.
Concernant les mouvements de terrains, la commune a été reconnue en état de catastrophe naturelle au titre des dommages causés par des mouvements de terrain en 1999.

## Toponymie
Durant la Révolution, la commune porte le nom de La Montagne.
Ses habitants sont appelés les Mourvillois.
Ecrit « Morvilles Hautes » en 1641, le nom est probablement issu de l’Occitan « mor ou morre » (monticule arrondi). Cette commune est effectivement située en hauteur, entourée de nombreuses collines (d’où le pluriel) avec un paysage particulièrement contrasté avec de hauts vallons et brusques dénivelés, quelques-uns couverts d’un bois danse. Peut aussi être issu du terme « more » (brun foncé) pour qualifier une colline boisée à l’aspect sombre.

## Histoire
L’abbé Georges Baccrabère (1920-2007), curé de Quint (Haute-Garonne), fait l’inventaire de toutes les découvertes archéologiques de la région toulousaine qui lui sont rapportées. Mourvilles-Hautes, ainsi que Lux sa commune limitrophe, font partie des sites occupées dès l’Antiquité. En effet, le curé y trouve de nombreux artéfacts. Concernant Mourvilles-Hautes, il écrit « Dans un chemin bordant la Départementale 72D, au lieu-dit Garic de l’En Reigno, près de la limite du département de l’Aude, ont été trouvés, en février 1961, de nombreux débris d’amphores et quelques tessons de poterie ».
Le document le plus ancien connu concernant « Morville » est un contrat passé en 1231 entre Raymond comte de Toulouse et Arnaud de Baziège, ce dernier qui donne au comte et à ses successeurs la moitié de la seigneurie de la ville de Baziège et autres. De son côté, le comte de Toulouse donne à Arnaud de Baziège et ses successeurs le château de Gardoux (Gardouch) avec tout ce qu’il avait à Bruguières et la forteresse de Morville, tant en dedans qu’en dehors, en alleux ou terre en nature, les dîmes dudit château de Gardoux, de Bruguières et de ladite forteresse de Morville. Bertrand de Varagne, fils d’Arnaud de Baziège, hérite de la seigneurie de Morville qui, pendant des siècles, appartient encore à cette famille.
De 1572 à 1690, environ six générations d’Astorc de Goyrans de Montbartier tiendront la seigneurie-baronnie de Lux et autres lieux : Antoine d’Astorc de Goyrans de Montbartier (~1528-0000) marié à Gabrielle de Goyrans / Pol d’Astorc de Goyrans de Montbartier (~1604 / av1674) / Jacques d’Astorc de Goyrans de Montbartier (1604/1684) marié à Françoise de Lordac (dcd en 1690) / Jacques d’Astorc de Goyrans de Montbartier (1635 / ap1690) fils du précédent / Jean d’Astorc de Goyrans de Montbartier (1641 / 28/01/1716) frère du précédent. Les barons de Lux avaient une part de la justice de Mourvilles-Hautes et des directes à Avignonet, Beauville, Montgaillard et Vallègue. Ils étaient seuls seigneurs justiciers, hauts moyens et bas, à Lux, Saint-Jean et Saint-Vincent. Ils possédaient dans ce dernier lieu la maison appelée La Tour, et 32 arpents de terre noble. Ils avaient aussi l’entière directe, à l’exception de la métairie noble de Brousse, et 90 arpents de terre noble, dans la juridiction de Lux, qui appartenaient au seigneur de Juzes.
De 1596 à 1599 le maréchal de Joyeuse établit une garnison à Mourvilles-Hautes lors des guerres de Religion. C’est celui-là même qui ira déloger la Demoiselle Paule de Montbartier (alliée aux Protestants) de son château de Lux, de la commune voisine. Le premier livre d’état civil de Mourvilles-Hautes connu est un registre paroissial de baptêmes de 1641 tenu par le prêtre et recteur Antoine Bolaret. Le premier instituteur affecté au village en 1805 est un certain Monsieur Guimbert.
En 1647, Noble Paul de Baldare, marié à Noble Marguerite de Cassé, est Seigneur de Morvilles. On perd sa trace à partir de 1650. C’est en 1665 qu’un autre Seigneur apparaît sur le registre paroissial de Morvilles, il s’agit de Noble Pierre Pol de Lespinasse marié à Noble Susanne de Baldare (cette dernière étant la nièce de Paul de Baldare).
Économie
D’après la monographie communale de 1881 (265 habitants), l’économie de la commune repose sur l’agriculture avec la culture des vignes (ravagées en fin du XIXe siècle par le phylloxera et une grande sécheresse), principalement du blé, du maïs, le fourrage et certaines légumineuses (fèves, haricots, pommes de terre, bais). La commune, bien avant 1881, était couverte d’une forêt primaire dense dont il ne reste aujourd’hui que quelques bois éparses. Une carrière de pierre à chaux, deux moulins et une briqueterie encore en activité à la fin du XIXe siècle. À cette époque, la commune fonctionne sans commerce local. Bien avant les cultures céréalières, dès le Moyen Âge, le Lauragais s’est enrichi par la culture et l’exploitation intense du pastel.
Les lieux-dits
Liste des lieux-dits en 1896 : Le Village / Le Moulin / En Bosc / En Cabos / Laval Vieille / Moussure d’En Bas / Moussure d’En Haut / Rouger de Cers / Rouger d’Autan / La Loure / Le Bencou / Moulis / La Tuilerie / En Ribes / Le Violon / En Sinelat / Montaussel / Lauraguel / Bordeneuve de Biès / Château de Biès / La Choule / La Quille / Las Mounjos / La Sicarde / En Pilote.

## Politique et administration

### Rattachements administratifs et électoraux
La commune fait partie de la dixième circonscription de la Haute-Garonne communauté de communes du Lauragais-Revel-Sorèzois et du canton de Revel (Mourvilles-Hautes faisait partie de l'ex-canton de Saint Félix) et de la septième circonscription de la Haute-Garonne jusqu'en 2012.

### Liste des maires
| Période                                  | Période  | Identité      | Étiquette | Qualité  |
| ---------------------------------------- | -------- | ------------- | --------- | -------- |
| avant 1981                               | ?        | Jules Cordeil |           |          |
| mars 1983                                | En cours | Alain Itier   | DVG       | Retraité |
| Les données manquantes sont à compléter. |          |               |           |          |

## Population et société

### Démographie
L'évolution du nombre d'habitants est connue à travers les recensements de la population effectués dans la commune depuis 1793. Pour les communes de moins de 10 000 habitants, une enquête de recensement portant sur toute la population est réalisée tous les cinq ans, les populations de référence des années intermédiaires étant quant à elles estimées par interpolation ou extrapolation. Pour la commune, le premier recensement exhaustif entrant dans le cadre du nouveau dispositif a été réalisé en 2005.

En 2022, la commune comptait 170 habitants, en évolution de −0,58 % par rapport à 2016 (Haute-Garonne : +8,02 %, France hors Mayotte : +2,11 %).
| 1793 | 1800 | 1806 | 1821 | 1831 | 1836 | 1841 | 1846 | 1851 |
| ---- | ---- | ---- | ---- | ---- | ---- | ---- | ---- | ---- |
| 362  | 322  | 327  | 335  | 358  | 370  | 371  | 394  | 396  |

| 1856 | 1861 | 1866 | 1872 | 1876 | 1881 | 1886 | 1891 | 1896 |
| ---- | ---- | ---- | ---- | ---- | ---- | ---- | ---- | ---- |
| 362  | 364  | 309  | 286  | 258  | 265  | 250  | 225  | 232  |

| 1901 | 1906 | 1911 | 1921 | 1926 | 1931 | 1936 | 1946 | 1954 |
| ---- | ---- | ---- | ---- | ---- | ---- | ---- | ---- | ---- |
| 252  | 259  | 264  | 221  | 219  | 220  | 203  | 178  | 162  |

| 1962 | 1968 | 1975 | 1982 | 1990 | 1999 | 2005 | 2006 | 2010 |
| ---- | ---- | ---- | ---- | ---- | ---- | ---- | ---- | ---- |
| 140  | 119  | 120  | 122  | 134  | 167  | 158  | 156  | 173  |

| 2015 | 2020 | 2022 | - | - | - | - | - | - |
| ---- | ---- | ---- | - | - | - | - | - | - |
| 167  | 166  | 170  | - | - | - | - | - | - |

| selon la population municipale des années : | 1968 | 1975 | 1982 | 1990 | 1999 | 2006 | 2009 | 2013 |
| Rang de la commune dans le département      | 423  | 349  | 423  | 408  | 383  | 416  | 419  | 421  |
| Nombre de communes du département           | 592  | 582  | 586  | 588  | 588  | 588  | 589  | 589  |

### Enseignement
Mourvilles-Hautes est située dans l'académie de Toulouse.

### Culture et festivité
Fête locales,

### Écologie et recyclage
La collecte et le traitement des déchets des ménages et des déchets assimilés ainsi que la protection et la mise en valeur de l'environnement se font dans le cadre de la communauté de communes du Lauragais-Revel-Sorèzois.

## Économie

### Revenus
En 2018  (données Insee publiées en septembre 2021), la commune compte 64 ménages fiscaux, regroupant 168 personnes. La médiane du revenu disponible par unité de consommation est de 23 210 € (23 140 € dans le département).

### Emploi
|                | 2008  | 2013  | 2018  |
| -------------- | ----- | ----- | ----- |
| Commune        | 6,2 % | 3 %   | 7 %   |
| Département    | 7,7 % | 9,6 % | 9,3 % |
| France entière | 8,3 % | 10 %  | 10 %  |

En 2018, la population âgée de 15 à 64 ans s'élève à 101 personnes, parmi lesquelles on compte 75 % d'actifs (68 % ayant un emploi et 7 % de chômeurs) et 25 % d'inactifs,. Depuis 2008, le taux de chômage communal (au sens du recensement) des 15-64 ans est inférieur à celui de la France et du département.
La commune fait partie de la couronne de l'aire d'attraction de Toulouse, du fait qu'au moins 15 % des actifs travaillent dans le pôle,. Elle compte 21 emplois en 2018, contre 24 en 2013 et 23 en 2008. Le nombre d'actifs ayant un emploi résidant dans la commune est de 73, soit un indicateur de concentration d'emploi de 29,1 % et un taux d'activité parmi les 15 ans ou plus de 59,4 %.
Sur ces 73 actifs de 15 ans ou plus ayant un emploi, 13 travaillent dans la commune, soit 18 % des habitants. Pour se rendre au travail, 79,2 % des habitants utilisent un véhicule personnel ou de fonction à quatre roues, 5,6 % les transports en commun, 7 % s'y rendent en deux-roues, à vélo ou à pied et 8,3 % n'ont pas besoin de transport (travail au domicile).

### Activités hors agriculture
12 établissements sont implantés  à Mourvilles-Hautes au 31 décembre 2019.
Le secteur des autres activités de services est prépondérant sur la commune puisqu'il représente 16,7 % du nombre total d'établissements de la commune (2 sur les 12 entreprises implantées  à Mourvilles-Hautes), contre 7,9 % au niveau départemental.

### Agriculture
|               | 1988 | 2000 | 2010 | 2020 |
| ------------- | ---- | ---- | ---- | ---- |
| Exploitations | 9    | 9    | 8    | 6    |
| SAU (ha)      | 525  | 722  | 719  | 597  |

La commune est dans le Lauragais, une petite région agricole occupant le nord-est du département de la Haute-Garonne, dont les coteaux portent des grandes cultures en sec avec une dominante blé dur et tournesol. En 2020, l'orientation technico-économique de l'agriculture  sur la commune est la culture de céréales et/ou d'oléoprotéagineuses. Six exploitations agricoles ayant leur siège dans la commune sont dénombrées lors du recensement agricole de 2020 (neuf en 1988). La superficie agricole utilisée est de 597 ha,,.

## Culture locale et patrimoine

### Lieux et monuments
- L'église Sainte-Madeleine à clocher-mur datant du XIVe siècle est inscrit à l'inventaire des monuments historiques[37]. Elle est construite en pierres de l’Aude, avec trois cloches sur la partie campanaire du clocher-mur typique de la région. En 1739 on demande aux villages du Biès et de Rieumajou de participer financièrement à la réparation de l’église.

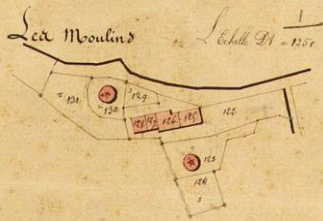
Lieu-dit Les Moulins en 1831

- Lieu-dit Les Moulins en 1831Le Moulin  : Lieudit « Les Moulins » non loin du Village sur le cadastre napoléonien de 1831. Il n’en reste qu’un aujourd’hui. En 1896, le moulin est la propriété de la famille Plantade, avec Baptiste Plantade (meunier) 30 ans marié à Marie Miquel (ménagère) 27 ans et leurs enfants Jean (meunier) 16 ans, Marie 12 ans, Antoine 4 ans, Félicité 2 ans.

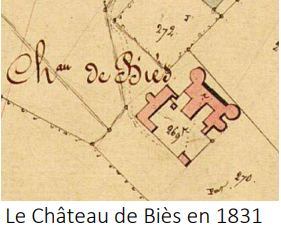

- Le château de Biès : Le château de Biès dont le nom figure déjà sur un acte de 1676 et sur le cadastre de 1831, reconnaissable avec ses deux tours aux angles du bâtiment principal, est encore debout aujourd’hui. Cette ancienne exploitation agricole et d’élevage fortifiée, était au XVIIe siècle la propriété de la famille d’Albouy de Biès co-seigneurs des Cassès, la commune voisine. En 1831 le château est habité par Paul Cramaussel (métayer) marié à Anna Itier (ménagère), leurs enfants Marie (7 ans), Laurine (3 ans) et les domestiques de ferme Charles Méric (20 ans) et Malénie Berthoumieu (15 ans). En 1896, le château de Biès est toujours occupé par la famille Cramaussel.  En 1901, par Pierre Couloumiès (cultivateur) et ses enfants : Jean (cultivateur), Marguerite, Marie, Etienne.  En 1911, son propriétaire est Jean Raynaud (né à Mourvilles-Hautes / Maire de Mourvilles-Hautes en 1881) cultivateur marié à Antoinette Germa (née à Montmaur) ménagère. Leurs fils, Eugène Raynaud. La belle-mère Jeanne Germa (née à Avignonet) et le neveu Georges Germa (né à Castelnaudary) cultivateur.   En 1926, le château est habité par Antoine Itier (cultivateur) marié à Anna Antoine. Leur fils : Jean Itier (cultivateur). Le beau-père Bernard Antoine (cultivateur).  En 1931, par Jean Espinasse (né à Montmaur) cultivateur marié à Maria Rouquet (née à Montmaur). Leurs enfants : Aurélie Espinasse (née à Montmaur) mariée à Paul Frêde (né aux Cassès) cultivateur, Anna Joséphine Espinasse (née à Montmaur). En 1936, par Henri Espinasse (cultivateur) marié à Louise. Leurs enfants : Marie-Rose, Joséphine, Yvonne.

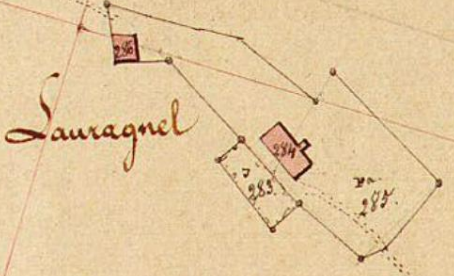
Domaine de Lauraguel en 1831

- Domaine de Lauraguel en 1831Lauraguel  : Non loin du château de Biès, sur la même route, le domaine de Lauraguel avec deux corps de bâtiments visibles sur le plan cadastral de 1831 et habité en 1896 par Jean Cuq (métayer) marié à Françoise Cornac (ménagère), Benoît Batignes (métayer) leur gendre marié à Françoise Cuq (ménagère) et leurs enfants Marie Batignes 4 ans et François Batignes 1 an. Le ruisseau du Valès prend sa source au Sud de la métairie à la Fontaine du Loup, il va se jeter ensuite dans le Marès au niveau du pont de Fébus.  En 1901 et 1911, le domaine est occupé par Benoît Batignes (né à Saint-Félix) métayer marié à Françoise Cuq ménagère. Leurs enfants : Marie, François, Jean, Adeline (Baptiste, Marceline, Jules nés après 1901).  En 1926, par Gabriel Milharet (cultivateur) marié à Alexandrine. Leurs enfants : Julien, François, Juliette. Ses parents : Julien Milharet (cultivteur) et Jeanne (S.P.).  En 1931, par de Louis Bacharan (né à Avignonet) cultivateur époux de Maria Vieu (née à Belflou). Leurs enfants : Jean Bacharan (né à Montferrand) cultivateur marié à Anna Comelira (née à Fendeille) d’où François et Denise. Leur nièce : Pauline Bacharan (née à Mourvilles-Hautes).  En 1936, par Louis Bacharan (cultivateur) marié à Maria Vieu. Leurs enfants : Jean Bacharan (cultivateur) marié à Anna Gomélia d’où François et Denise.

### Personnalités liées à la commune
- Jean Grégoire Barthélemy Rouger de Laplane, baron d'empire.

### Héraldique
| Blason de Mourvilles-Hautes | Blason  | D'azur au sabre contourné d’argent posé en barre, accompagné en chef à dextre, d’une tour d’or ouverte du champ, surmontée de trois étoiles du même rangées en fasce, et en pointe à senestre d’une couronne de laurier aussi d’or ouverte vers le chef, au soleil d’or mouvant de l’angle senestre du chef. |
| Blason de Mourvilles-Hautes | Détails | Le statut officiel du blason reste à déterminer. |